# JC Bamford Excavators
JC Bamford Excavators Ltd. eller JCB er en britisk producent af entreprenørmaskiner og jordbrugsmaskiner. Virksomheden blev etableret i 1945 i Rocester i England.